# I Hear You Knocking
I Hear You Knocking è un brano musicale del 1955 scritto dal compositore statunitense Dave Bartholomew, interpretato dal cantante statunitense Smiley Lewis e pubblicato in origine nel singolo I Hear You Knocking/Bumpity Bump

## Cover
- L'attrice e cantante statunitense Gale Storm ha interpretato il brano nel 1955.
- L'attrice e cantante statunitense Connie Francis ha cantato il brano nel 1959.
- Il cantante e chitarrista gallese Dave Edmunds ha pubblicato il brano come singolo nel 1970.
- La cantante Wynonna Judd ha cantato il brano nel suo album Sing: Chapter 1, uscito nel 2009.